# 하노버현

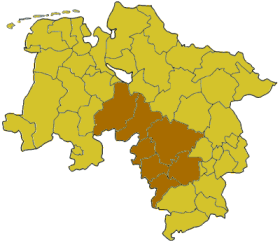
니더작센주에서 하노버현의 위치

하노버현(독일어: Regierungsbezirk Hannover)은 과거 독일 니더작센주 남부에 있던 현(Regierungsbezirk)이다. 현도는 하노버였으며 폐지 당시의 면적은 9,046.82km2, 인구는 2,167,343명(2004년 기준), 인구 밀도는 240명/km2이었다. 7개 군(Landkreise)을 관할했다. 1885년에 신설되었으며 2005년 1월 1일을 기해 폐지되었다.

## 하위 행정 구역

### 군(Landkreise)
1. 디폴츠군(Diepholz)
2. 하멜른퓌르몬트군(Hameln-Pyrmont)
3. 하노버군(Hannover)
4. 힐데스하임군(Hildesheim)
5. 홀츠민덴군(Holzminden)
6. 닌부르크군(Nienburg)
7. 샤움부르크군(Schaumburg)